# Bernhard Kellermann

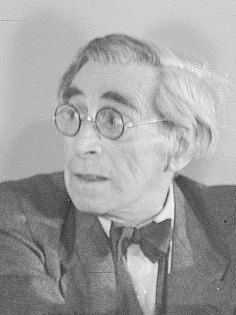
Bernhard Kellermann en 1949

Bernhard Kellermann (Fürth, 4 de marzo de 1879 - Klein Glienicke, Potsdam, 17 de octubre de 1951) fue un escritor alemán.

## Biografía
Bernhard Kellermann empezó en 1899 a estudiar en la Technischen Hochschule de Múnich. Más tarde estudió pintura y filolofía germánica. A partir de 1904 se fue haciendo un nombre como autor de novelas. Su primera obra, Yester und Li, tuvo mucho éxito: en 1939 se había editado en total 183 veces. ingeborg, de 1906, fue reimpresa en 131 ocasiones hasta 1939.
Su novela Das Meer, de 1910, fue llevada al celuloide en 1927 por Peter Paul Felner, de Sofar-Film-Produktion GmbH, con Heinrich George, Olga Tschechowa y Simone Vaudry. Esta obra se conoce también como "Insel der Leidenschaft" o "Die Insel der tausend Sünden". En 1913 se publica su obra magna, Der Tunnel. Fue un gran éxito para el propio autor y su editor: Se vendió un millón de ejemplares y se tradujo a 25 lenguas. También esta obra conoció una versión cinematográfica en 1933, con Paul Hartmann, Olly von Flint, Attila Hörbiger y Gustaf Gründgens. La obra de Kellerman estuvo menos marcada por el impresionismo precedente que por la crítica social y la representación realista. En la Primera Guerra Mundial fue corresponsal del Berliner Tageblatt.
En 1920 se publicó su novela Der 9. November, crítica con el comportamiento de los soldados y los oficiales para con el pueblo. Esta obra le trajo la desgracia cuando los nazis consiguieron el poder.
A partir de 1922 escribió varias novelas y relatos cortos. En 1926 se hizo miembro de la Academia de Poesía de Prusia, que 5 de mayo de 1933 suscribió una declaración de lealtad con el régimen nacionalsocialista. La novela Der 9. November fue prohibida y quemada públicamente. Kellermann no emigró, tampoco mostró resistencia, prefirió dedicarse a escribir novelas triviales. Tras la caída del régimen fundó junto a Johannes R. Becher una asociación cultural. Fue nombrado representante en la Volkskammer de la DDR, y presidente de la Sociedad por la amistad germano-soviética. Su participación en la RDA de la posguerra le granjeó un boicot por parte de los editores de la RFA. Su nombre cayó en el olvido en occidente. Poco antes de su muerte, en 1951, reunió a escritores de ambas alemanias para que presionaran hacia la unificación de Alemania.
Bernhard Kellermann fue enterrado en el Neuer Friedhof Potsdam.